# 진선유
진선유(陳善有, 1988년 12월 17일~)는 대한민국의 은퇴한 쇼트트랙 선수이다. 현재 단국대학교의 쇼트트랙 코치이다.
대구에서 태어난 진선유는 경북사대 부속초등학교 1학년 때 우연히 빙상장에 갔다가 스케이트에 빠졌다. 주니어 대회에서는 한 번도 보이지 않던 선수였지만, 2004년 4월 국가대표 선발전에서 1위를 차지하며 국가대표에 선발되었다.
경북여자고등학교를 다니다가 광문고등학교에 전학한 진선유는 2005년 11월 13일 2005-06 쇼트트랙 월드컵 1차 대회(이탈리아 보르미오)에서 1:30.037로 들어오며 한 달 전 중국의 왕멍이 세운 기록을 0.134초 앞당기며 세계 신기록을 세웠었다. 2006년 겨울, 토리노 동계 올림픽 대한민국 선수 최초로 올림픽 단일 대회에서 쇼트트랙 3관왕을 차지했다.(1500m,1000m,3000m 계주) 2007년 단국대학교 체육교육학과에 진학했다. 2007년 ISU 세계선수권대회 3년 연속 우승 하였다.
2007/2008 6차 월드컵에서 중국 선수의 몸 싸움에 밀려 오른쪽 발목 바깥쪽과 안쪽 인대에 모두 손상을 입었다.
이로 인해 2011년 2월에 참가한 동계체전이 현역 마지막 대회가 됐다. 단국대학교를 졸업하면서 현역 은퇴를 선언했다. 2011년 4월 1일 단국대학교 쇼트트랙 코치로 발령받아 활동 중이다.
2018년 동계 올림픽에서 이정수와 함께 KBS의 해설위원을 맡았다.

## 학력
- 경북대학교 사범대학 부설초등학교(졸업)
- 경북대학교 사범대학 부설중학교(졸업)
- 광문고등학교(졸업)
- 단국대학교 체육교육과(학사)
- 단국대학교 스포츠과학대학원 스포츠마케팅학과(석사)

## 주요 성적
| 연도 | 종목       | 대회명      | 장소            | 순위 | 기록 |
| 2006 | 1000m      | 동계 올림픽 | 이탈리아 토리노 | 1위  |      |
| 2006 | 1500m      | 동계 올림픽 | 이탈리아 토리노 | 1위  |      |
| 2006 | 3000m 계주 | 동계 올림픽 | 이탈리아 토리노 | 1위  |      |

## 같이 보기
- 양양 (A)
- 왕멍
- 전이경
- 최은경
- 심석희
- 최민정